# Austin-Healey 3000
O  Austin-Healey 3000 é um modelo esportivo compacto produzido pela British Motor Corporation.